# Trixis
Trixis là một chi thực vật có hoa trong họ Cúc (Asteraceae).

## Loài
Chi Trixis gồm các loài: